# Казе Маређо (Перуђа)
Казе Маређо је насеље у Италији у округу Перуђа, региону Умбрија.
Према процени из 2011. у насељу је живело 24 становника. Насеље се налази на надморској висини од 226 м.